# Aliabad-e Dża’inak
Aliabad-e Dża’inak (pers. علي ابادجايينک) – wieś w południowym Iranie, w ostanie Buszehr. W 2006 roku miejscowość liczyła 641 mieszkańców w 151 rodzinach.